# Billy (Loir-et-Cher)
Billy település Franciaországban, Loir-et-Cher megyében. Lakosainak száma 1102 fő (2022. január 1.). Billy Châtillon-sur-Cher, Chémery, Gy-en-Sologne, Pruniers-en-Sologne, Rougeou és Selles-sur-Cher községekkel határos.

## Népesség
A település népességének változása:
| Lakosok száma | 798  | 767  | 804  | 797  | 1025 | 1013 | 1020 | 1033 | 1056 | 1102 |
|               | 1968 | 1982 | 1990 | 2006 | 2013 | 2015 | 2017 | 2019 | 2020 | 2022 |